# Zgornje Laze
Zgornje Laze so naselje v Občini Gorje. Ustanovljeno je bilo leta 1985 iz dela ozemlja naselja Spodnje Laze. Leta 2015 je imelo 77 prebivalcev.